# Excoecaria glaucescens
Excoecaria glaucescens är en törelväxtart som beskrevs av Scott-elliot. Excoecaria glaucescens ingår i släktet Excoecaria och familjen törelväxter.
Artens utbredningsområde är Madagaskar. Inga underarter finns listade i Catalogue of Life.